# فهرست فیلم‌های پویانمایی دهه ۲۰۱۰
این فهرستی از فیلم‌های بلند پویانمایی می‌باشد که در دههٔ ۲۰۱۰ منتشر شده‌اند.
- فهرست فیلم‌های پویانمایی ۲۰۱۰
- فهرست فیلم‌های پویانمایی ۲۰۱۱
- فهرست فیلم‌های پویانمایی ۲۰۱۲
- فهرست فیلم‌های پویانمایی ۲۰۱۳
- فهرست فیلم‌های پویانمایی ۲۰۱۴
- فهرست فیلم‌های پویانمایی ۲۰۱۵
- فهرست فیلم‌های پویانمایی ۲۰۱۶
- فهرست فیلم‌های پویانمایی ۲۰۱۷
- فهرست فیلم‌های پویانمایی ۲۰۱۸
- فهرست فیلم‌های پویانمایی ۲۰۱۹